# John Closterman

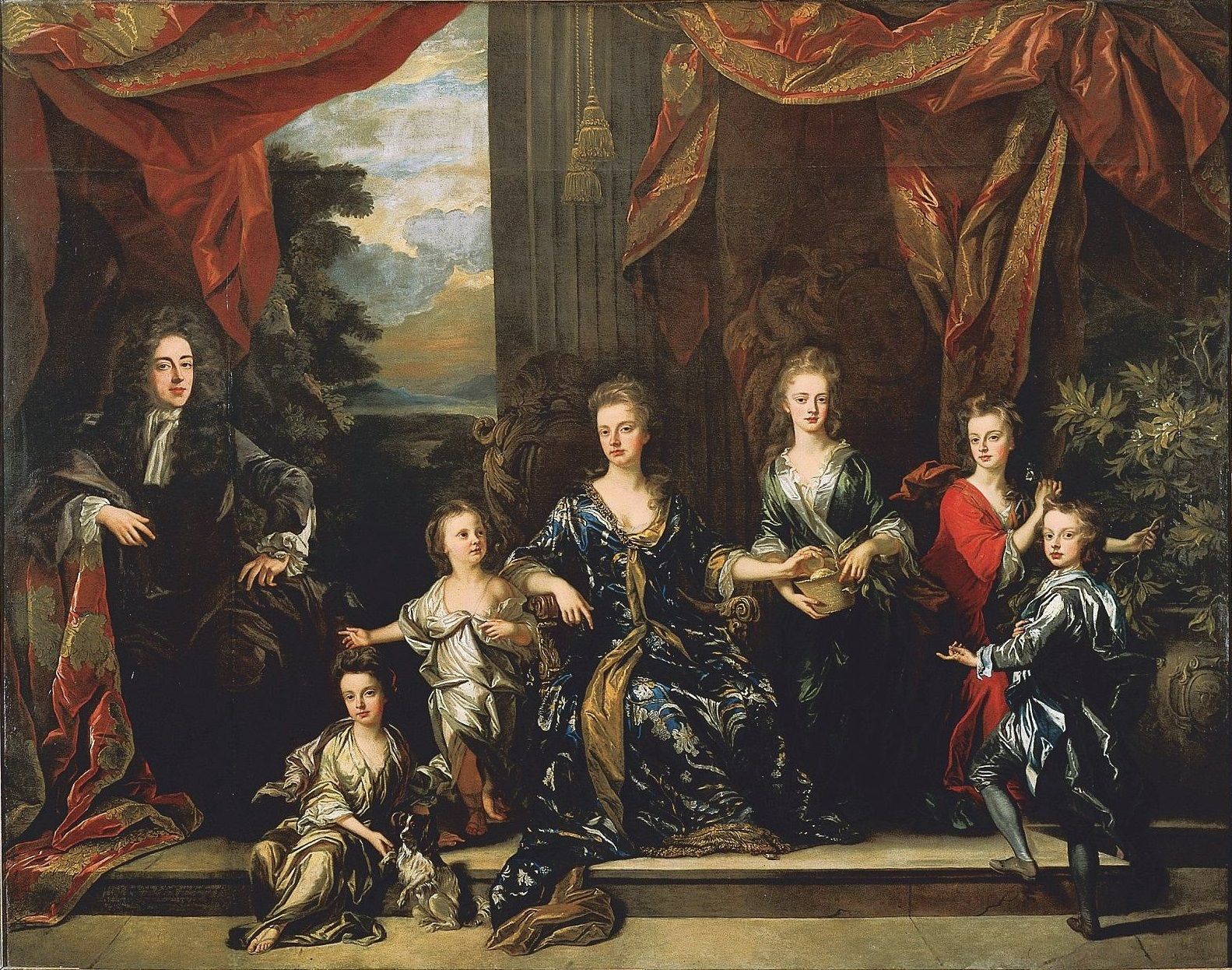
Peinture tardive de La famille Marlborough par John Closterman. À la gauche du duc se trouvent Élisabeth, Mary, la duchesse, Henrietta, Anne et John.

John Closterman (également orthographié Cloosterman, Klosterman ; 1660 – 24 mai 1711), est un portraitiste westphalien de la fin du XVIIe siècle et du début du XVIIIe siècle. Ses sujets sont principalement des nobles européens et leurs familles.

## Biographie
Né à Osnabrück, dans le Saint-Empire romain germanique (aujourd'hui en Basse-Saxe), Closterman est le fils d'un artiste qui lui apprend les rudiments du dessin.
En 1679, Closterman se rend à Paris et travaille avec François de Troy. En 1681, il se rend en Angleterre. Il travaille pour John Riley et peint les draperies de ses portraits.
À la mort de Riley en 1691, Closterman termine plusieurs de ses portraits. En raison de son travail sur les portraits de Riley, Charles Seymour, 6e duc de Somerset, l'engage pour réaliser quelques tableaux. Cependant, Somerset n'est pas satisfait d'un portrait du peintre italien Le Guerchin que Closterman avait peint pour lui, ce qui met fin à la relation. Lord Halifax finit par acheter ce portrait.
En 1696, Closterman est invité à la cour d'Espagne (en), où il peint un portrait de Charles II, de son épouse Marie-Anne d'Autriche et de quelques autres personnes. Il se rend également deux fois en Italie, où il achète plusieurs œuvres d'art. À son retour en Angleterre, Closterman constate que ses services sont très demandés par les élites.
À cette époque, il épouse une Anglaise, Hannah, qui meurt le 27 janvier 1702. Selon Arnold Houbraken, Closterman prend ensuite une maîtresse qui lui vole une grande partie de ses biens avant de le quitter. Son départ aurait précipité le déclin physique et mental de Closterman. Jacob Campo Weyerman, qui a puisé une grande partie de ses éléments biographiques chez Houbraken, affirme que « Closterman avait pris une belle maîtresse qui, alors qu'il était à la campagne, l'a dépouillé de ses objets de valeur et a disparu, ce qui a plongé le peintre dans la folie ».
Closterman meurt en 1711 et est enterré dans le cimetière de Covent Garden à Londres.

## Œuvres

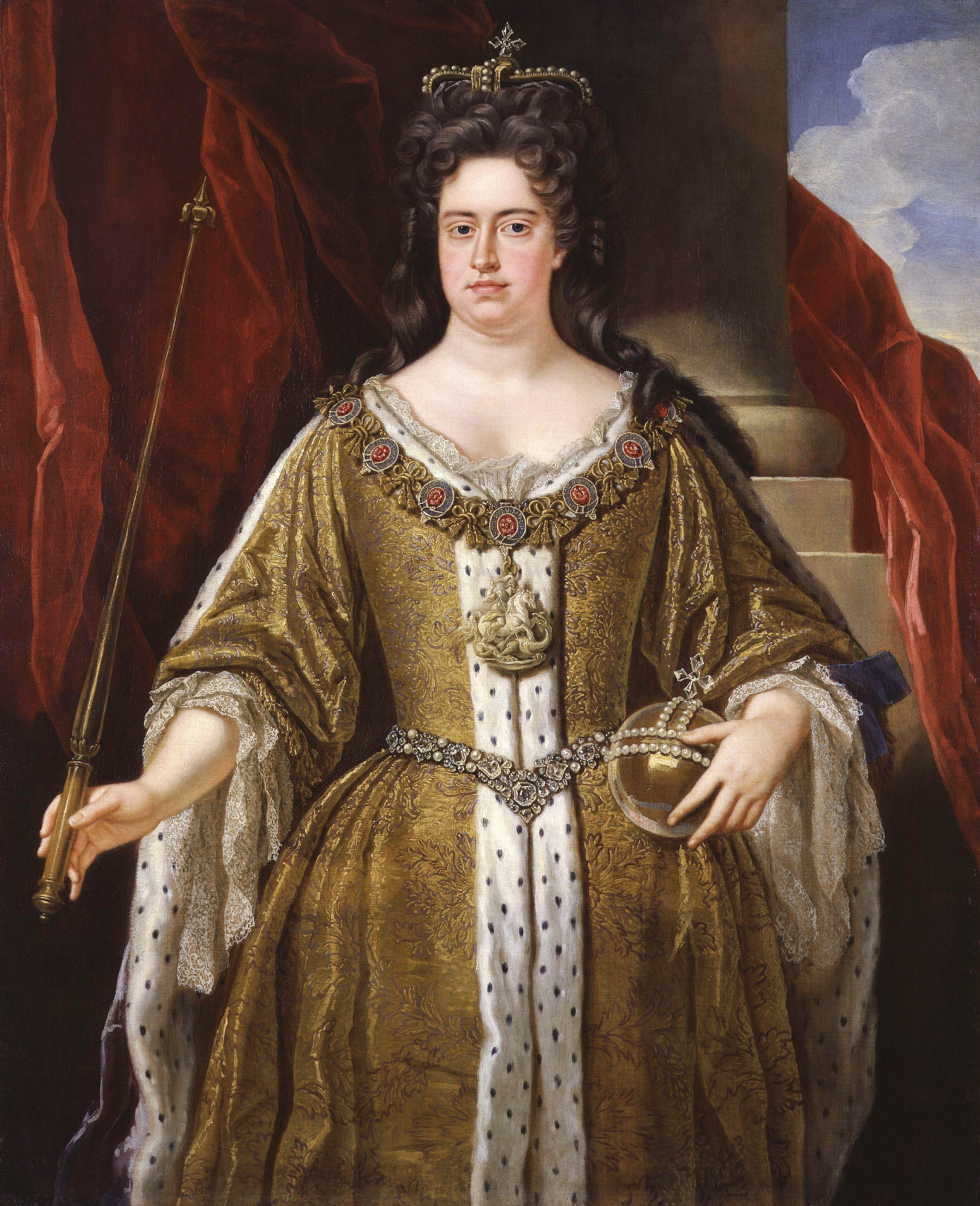
Reine Anne, c. 1702

En 1702, Closterman peint un portrait en pied d'Anne, reine de Grande-Bretagne, vêtue de sa robe de sacre, portant une couronne, l'orbe et le sceptre. Le portrait d'Anne est exposé à l'origine au Guildhall de Londres. Ce portrait a disparu, mais une étude fait partie de la collection de la National Portrait Gallery de Londres.
Closterman a également peint un portrait de famille de John Churchill, 1er duc de Marlborough, et de son épouse, Sarah Churchill, avec leurs cinq enfants : John Churchill, marquis de Blandford (en), Henrietta Godolphin, 2e duchesse de Marlborough, Anne, Élisabeth et Mary.
Dans le portrait des Churchill, la famille est rassemblée sous un riche rideau suspendu sur une estrade surélevée ; tous les personnages sont grandeur nature. Closterman a probablement peint ce portrait au début de l'année 1698. Il aurait eu tellement de différends avec Sarah Churchill que son mari aurait déclaré : « J'ai eu plus de mal à réconcilier ma femme et vous qu'à livrer une bataille ». L'histoire est racontée par Horace Walpole.
Le portrait des Churchill fait désormais partie de la collection du palais de Blenheim, dans l'Oxfordshire.

## Identité
Pendant de nombreuses années, John Closterman et son frère artiste John Baptist Closterman ont été confondus dans les biographies, telles que celles du Dictionary of National Biography et de l'Encyclopædia Britannica. Un article de J. D. Stewart dans The Burlington Magazine distingue les deux frères en citant le testament de John Closterman, qui a laissé une partie de ses biens à « my Deare and Loveing Brother John Baptist » (mon cher et tendre frère John Baptist).